# Daniel Parker
Daniel Parker (Contea di Culpeper, 6 aprile 1781 – Contea di Anderson, 3 dicembre 1844) è stato un predicatore e politico statunitense, battista, operò nella prima parte del XIX secolo.
Nacque nella contea di Culpeper, in Virginia, il 6 aprile 1781 da John Parker, famoso pioniere, e Sarah White. Attorno al 1785 la famiglia si trasferì in Georgia, nella contea di Elbert. Convertitosi al battismo, Daniel fu battezzato il 19 gennaio 1802 e divenne predicatore trasferendosi in Tennessee, dove impiantò numerose chiese.
Assieme alla moglie Patsey si trasferì, nel 1817, nella contea di Crawford (Illinois). Fu in Illinois che iniziò ad interessarsi di politica e nel 1820 scrisse un piccolo trattato in cui si scagliava contro i missionari, le società bibliche, le scuole domenicali e i seminari teologici e sosteneva la teoria delle Two Seeds, secondo la quale Abramo aveva una parte diabolica e l'altra divina. Per questo i suoi oppositori lo accusarono di essere manicheista e zoroastrista.
Parker si trasferì quindi in Texas, una zona fortemente cattolica, per studiarne il territorio. Venne eletto comunque senatore in Illinois nel periodo 1822-1826. Nel 1835 fu eletto al Consiglio Generale del Governo Provvisorio del Texas. Fu una sua risoluzione a ordinare i Texas Rangers.
Nel 1839 fu eletto al congresso della Repubblica del Texas. Morì nella sua casa della contea di Anderson (Texas) il 3 dicembre 1844.
| Controllo di autorità | VIAF (EN) 75646421 · ISNI (EN) 0000 0000 3447 1047 · LCCN (EN) n99035814 · GND (DE) 1127608282 |